# Tractat de Viena (1866)
El Tractat de Viena de 1866 va ser un acord signat el 3 d'octubre i ratificat posteriorment el 12 pel Regne d'Itàlia i l'Imperi Austríac que va concloure les hostilitats de la Tercera Guerra d'Independència Italiana, un teatre concurrent amb la Guerra Austro-Prussiana.
El tractat va confirmar els termes de l'Armistici de Cormons del 12 d'agost, que va resultar en la transferència de Venècia i la major part del Friuli a l'Imperi Francès, que després va donar la regió a Itàlia després del consentiment dels habitants mitjançant un referèndum. Això representava la divisió final del Regne Llombardovènet governat pels Habsburg, ja que la meitat de la Llombardia havia estat cedida al Regne de Sardenya a l'inici del Tractat de Zuric de 1859. El tractat va obligar el govern austríac a reconèixer la sobirania del nou Regne italià. Això, juntament amb la derrota d'Àustria en front de Prússia, va fer evident la decadència de la monarquia dels Habsburg com a gran potència. El tractat també va assenyalar l'ascens d'Itàlia com la sisena gran potència d'Europa.

## Abans del tractat

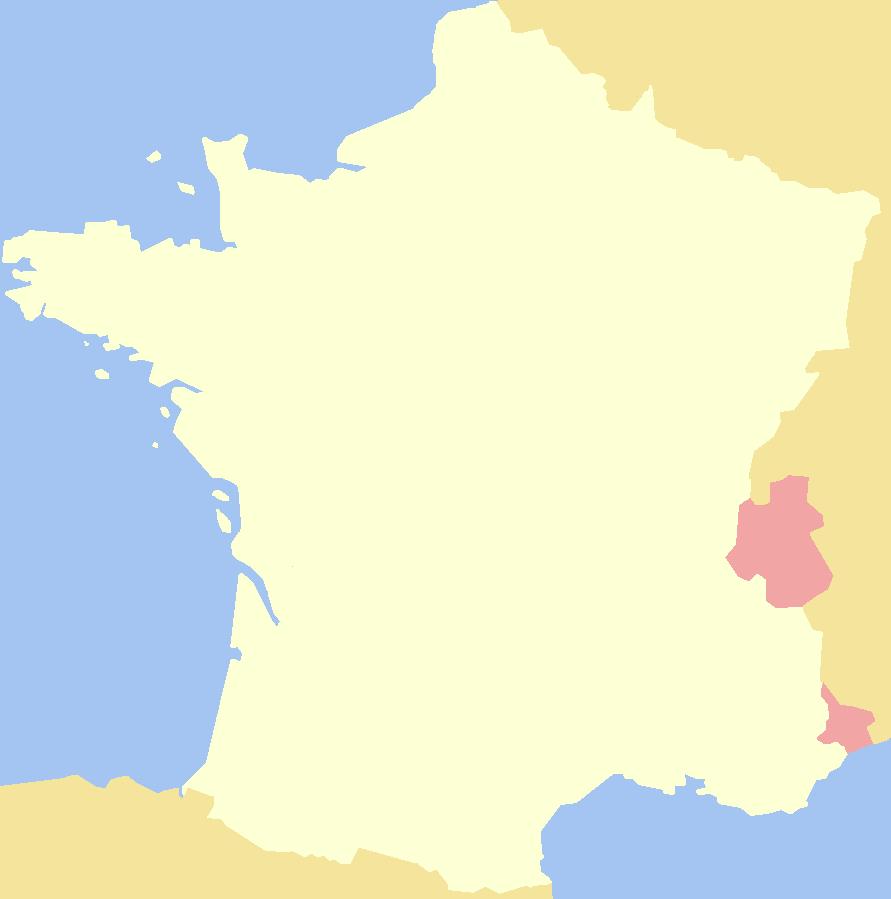
Niça i Savoia en rosa, la terra cedida a França pel Piemont dins les fronteres franceses actuals

Des de 1848 les societats nacionalistes italianes i el Regne de Piemont-Sardenya havien estat intentant unificar els estats italians post-napoleònics en una sola nació. El principal obstacle per a la unificació italiana va ser la monarquia dels Habsburg, que controlava directament o indirecta gran part d'Itàlia i va intervenir activament per mantenir Itàlia dividida. Per superar el poder militar austríac, el Piemont (aleshores Itàlia des de 1861) hauria de comptar amb la intervenció estrangera d'altres nacions europees per vèncer Àustria. Amb aquesta finalitat, el primer ministre piemontès, Camillo Benso, comte de Cavour, va forjar una aliança amb França, acordant lliurar les províncies francòfones de Savoia i Niça a França a canvi de suport militar contra Àustria. Aquest suport seria vital per a l'èxit italià a la Segona Guerra d'Unificació d'Itàlia, que va provocar que els austríacs cedissin Llombardia al Piemont.
A mitjans de juny de 1866 va esclatar la guerra entre Àustria i Prússia per l'administració de la Schleswig i Holstein i el futur de la Confederació Alemanya. Itàlia va aprofitar la situació posant-se al costat de Prússia en el conflicte i va declarar la guerra a Àustria el 20 de juny. El govern italià esperava que la campanya austro-prussiana en curs permetés als seus exèrcits flanquejar les forces austríaques, prenent Venècia, Friül, Trentino i Trieste amb poques dificultats. Les forces austríaques van derrotar l'exèrcit italià a la Batalla de Custoza i l'armada italiana a la Batalla de Lissa; però, mentrestant, els voluntaris de Giuseppe Garibaldi havien avançat en direcció Trento, guanyant la batalla de Bezzecca. Més tard, els Habsburg es van veure obligats a buscar un armistici amb Itàlia a causa de l'enfonsament dels seus exèrcits del nord després de la decisiva Batalla de Sadowa i el ràpid avanç prussià cap a Bohèmia i cap a Viena. El 12 d'agost, Àustria i Itàlia van signar un armistici a Cormons que posava fi als combats.

## Disposicions

La terra cedida a França per Àustria segons els termes del tractat es mostra en blau fosc. Més tard s'incorporarien al Regne d'Itàlia mitjançant un plebiscit.

Durant les negociacions del tractat, Àustria va acceptar cedir les terres de l'antiga República de Venecia (actuals Veneto i Friuli) i Màntua. Els diplomàtics italians també van intentar obtenir Trentino fins a Salorno, però això no va tenir èxit ja que els austríacs es van adherir al text de l'armistici de Cormons, que va establir l'antic Regne Llombardovènet com a frontera entre ells, excloent així també les zones de parla italiana de Gorizia i Trieste. L'emperador Francesc Josep ja havia acordat cedir Venècia i Màntua a França, a canvi de la no intervenció en la guerra austro-prussiana, però França, que actuava com a intermediari entre Prússia i Àustria, les va cedir a Itàlia el 19 d'octubre, tal com s'acordava en un tractat secret a canvi de l'anterior aquiescència italiana a l'annexió francesa de Savoia i Niça. En el tractat de pau es va escriure que l'annexió s'hauria fet efectiva només després d'un plebiscit per deixar que la població expresses la seva voluntat d'annexionar-se o no al Regne d'Itàlia; es va celebrar els dies 21 i 22 d'octubre, i el resultat va ser aclaparadorament en suport de l'adhesió a Itàlia.
El tractat també obligava a Itàlia a pagar una indemnització en efectiu per cada fort austríac present a Venècia, a més d'exigir-los que assumissin el deute estatal que Venècia havia acumulat mentre estava sota control austríac. El tractat requeria el reconeixement formal per part d'Àustria de l'existència del Regne d'Itàlia. També va haver de donar a Itàlia la Corona de Ferro de Llombardia, la corona utilitzada pels reis medievals de Llombardia.

## Conseqüències
Per a Àustria, el Tractat de Viena i el Tractat concurrent de Praga amb Prússia eren humiliacions nacionals, un general austríac va comentar "que nosaltres [Àustria] hem caigut al nivell de Turquia". Com a resultat de la derrota bessona davant Prússia i Itàlia, el govern austríac va incórrer en un deute estatal massiu, que va provocar l'agitació del govern. Amb l'Imperi a la vora del col·lapse, el govern vienès es va veure obligat a participar en el Compromís Austrohongarès de 1867, que va obligar el govern austríac a concedir una autonomia significativa a la part hongaresa de l'Imperi. Això va fer que l'Imperi fos rebatejat com a Imperi Austrohongarès i va provocar una major igualtat entre els pobles de parla hongaresa i alemanya de l'Imperi. Amb la pèrdua de Venècia, la influència austríaca a la península italiana establerta pel Congrés de Viena es va acabar. Tot això combinat va reforçar la idea que Àustria s'havia convertit en una gran potència de segona categoria.
El tractat va donar un major prestigi a l'estat italià i va elevar la seva posició diplomàtica a Europa com a gran potència. No obstant això, a causa del mal rendiment d'Itàlia a la guerra, Àustria va poder conservar diversos ports estratègics i cims muntanyosos als Alps. Això tindria serioses implicacions estratègiques per a Itàlia durant la Primera Guerra Mundial en lluitar al Front alpí contra Àustria.

## Unificació italiana

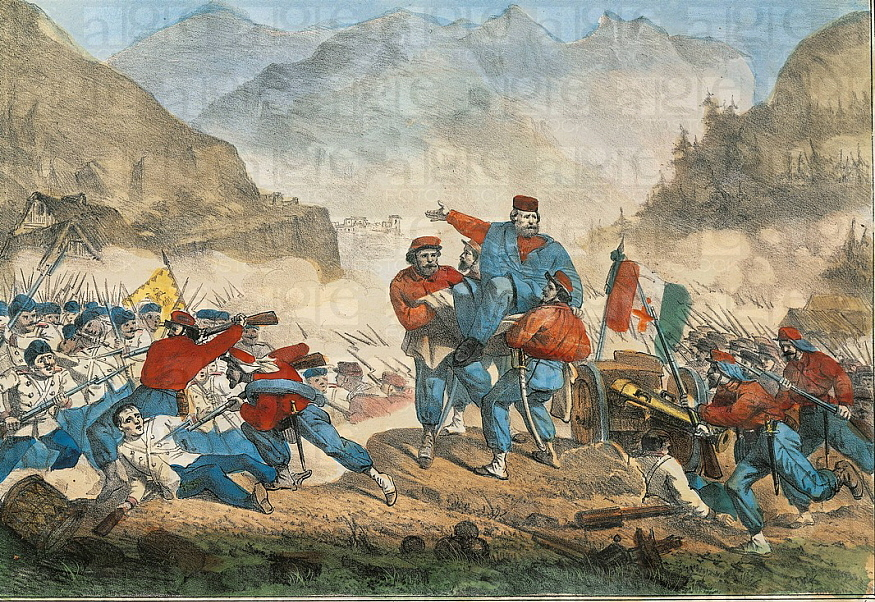
Giuseppe Garibaldi liderant els soldats italians a la batalla de Bezzecca, a l'actual Trentino-Alt Adige

El Tractat de Viena va ser una fita important per a la Unificació d'Itàlia, portant Venècia i el Vèneto a l'Estat italià. Després de la guerra, el rei italià, Víctor Manuel II, va proclamar que 'Itàlia estava feta però no completa'.
Tot i que el tractat va assegurar Venècia per a Itàlia, les diferents faccions del govern italià i molts nacionalistes italians, inclòs Garibaldi, no consideraven que Itàlia hagués guanyat prou territori, ja que esperaven que amb el tractat també aconseguirien Trieste i Trentino per a Itàlia. Alguns fins i tot reclamaven el Tirol del Sud, Fiume (actual Rijeka), i la Costa de Dalmàcia. Aquesta decepció es va convertir en la força motriu de l'Irredemptisme italià a finals del segle xix. Seria aquest desig constant de reivindicar Trieste i Trentino la principal causa de l'entrada d'Itàlia a la Primera Guerra Mundial contra Àustria-Hongria. Després del Acord de pau de París de 1919, les ambicions territorials d'Itàlia es complirien parcialment amb l'adquisició del Trentino-Tirol del Sud i Trieste, tanmateix, només a l'època de Mussolini s'aconseguirien tots els objectius de 1866 quan la Itàlia feixista va ocupar la costa de Dalmàcia, una adquisició que es va revertir després del final de la Segona Guerra Mundial.